# Starlight (The Boys)
Starlight, il cui vero nome è Annie January, è un personaggio della serie a fumetti The Boys di Garth Ennis e Darick Robertson. Starlight è una delle protagoniste principali della serie, l'ultimo membro a unirsi ai Sette ed è la fidanzata di Hughie Campbell, uno dei Boys. 
Nella serie tv distribuita da Prime Video, Starlight è interpretata da Erin Moriarty e il personaggio viene ben accolto dalla critica.

## Biografia del personaggio

### Serie a fumetti
Starlight viene presentata come l'ultimo membro a unirsi ai Sette, i supereroi di New York con a capo Patriota e che lei ha sempre ammirato. Tuttavia, il primo giorno, Starlight viene accerchiata da Patriota, A-Train e Black Noir, che le propongono di fare sesso orale. Al rifiuto della ragazza, Patriota la minaccia di espellerla dai Sette, così Annie accetta riluttante. Pochi giorni dopo, la Vought cambia il suo costume con l'intento di sessualizzare la sua immagine, così Starlight, sconvolta dal crollo delle sue certezze, si siede su una panchina a piangere, incontrando Hughie. I due si conoscono meglio con il tempo e in poche settimane iniziano una relazione, con Hughie che però non ha idea di chi sia in realtà. 
Stando a stretto contatto con i Sette, Starlight inizia a cambiare atteggiamento, con un uso di un linguaggio più scurrile, di alcol e la perdita della fede nella religione cristiana, arrivando addirittura a esplosioni di crisi nervose e aggressive nei confronti delle persone. Si accorge quindi di star diventando come i suoi compagni. Successivamente, la Vought le disegna un nuovo costume che è ancora più provocante del precedente e le impediscono di denunciare lo stupro di gruppo. Starlight rifiuta violentemente e Black Noir la attacca, ma viene salvata a sorpresa da Queen Maeve, che ha a cuore il destino della ragazza. Così Starlight, sfidando la Vought, torna a vestire il suo primo costume. 
Nel frattempo, la sua relazione con Hughie va a gonfie vele e lei la ritiene più preziosa dell'oro, ma Butcher, compagno di Hughie nei Boys, nel capitolo 39, li scopre. Starlight contemporaneamente è desiderosa di far sapere a Hughie chi è davvero, ma ha paura di farlo, dal momento che non vuole perderlo. Nel capitolo 45, infine, cede e mostra a Hughie i suoi poteri, ma, come previsto, il ragazzo è terrorizzato e fugge in Scozia. Starlight lo segue e gli racconta tutta la sua infanzia e i suoi traumi. Hughie, inizialmente, è dubbioso se accettare di fidanzarsi con una super o meno, ma quando la ragazza gli spiega che lui, per lei, è troppo importante e non intende separarsene, non riesce più a resistere e i due si baciano. 
Dopo il combattimento finale tra i Boys e i Sette alla Casa Bianca, gli unici sopravvissuti sono proprio Hughie e Starlight, che dunque si sposano e vanno ad abitare in Scozia, madrepatria di Hughie.

### Serie televisiva
Dopo il ritiro dell'eroe Fiaccola, Starlight, figlia di Donna January, viene scelta come nuovo membro dei Sette, i supereroi di New York. Viene presentata a una conferenza stampa ufficiale e Abisso le mostra il quartier generale. Dopo aver ammesso che, da giovane, era innamorata di lui, Abisso si toglie i pantaloni e le propone di fare sesso orale. Starlight cerca di fuggire, ma Abisso la minaccia di espellerla dai Sette in quanto numero 2, lì dentro. Starlight corre a piangere su una panchina il giorno dopo e conosce Hughie, che le dà nuovi stimoli per combattere e non darsi per vinta. Si informa su Abisso e capisce che le aveva mentito e che in realtà, nei Sette, per gli altri (soprattutto per il leader Patriota), non è altro che un bluff e così, una sera, lo minaccia di ucciderlo se la tocca ancora una volta, denunciando poi lo stupro in diretta tv a una conferenza religiosa. Pochi giorni dopo, la Vought la costringe a indossare un nuovo costume, presentato come una forma di coraggio a esporsi ma che è in realtà solo un modo per sessualizzare l'immagine di Starlight. La ragazza incontra di nuovo Hughie durante la gara di corsa fra A-Train e Shockwave e i due iniziano a vedersi. Nell'episodio 6 si fidanzano, pedinati da Butcher che ha scoperto la relazione. Dopo aver consumato un rapporto sessuale in hotel, Starlight chiede al ragazzo di lui, dal momento che lo conosce poco, e Hughie mente, dicendo che ha lasciato il lavoro e che sta cercando una nuova via dopo la morte della fidanzata Robin. Tuttavia, la mattina seguente, nel palazzo della Vought, Patriota comunica ai Sette che ha scoperto chi sta complottando contro di loro e tra questi c'è Hughie. Patriota minaccia Starlight, credendola colpevole, ma Queen Maeve la protegge, spiegando al super che Hughie ha solo usato la ragazza e non è colpa sua. Starlight, ferita, ha un litigio con Hughie e intende farlo arrestare, ma lui la blocca parlandole del Composto V, il motivo per cui lei ha i poteri. Starlight è confusa, e nel mentre Butcher le spara al petto stordendola, facendo scappare Hughie. Starlight ha poi un confronto con sua madre, che le dice la verità, ovvero di aver permesso che le venisse iniettato il Composto V nelle vene e che non è una creazione di Dio. La ragazza, furiosa, va a pregare in chiesa e raggiunta da Hughie, che la supplica di aiutarlo. Inizialmente Annie rifiuta, ma poi va in suo soccorso quando A-Train assalta i Boys. Tuttavia il velocista ha un infarto e sviene e Starlight chiama la Vought per recuperarlo, facendo fuggire i Boys.
Poche settimane dopo, Starlight continua a fare da spia all'interno dei Sette, mentre al gruppo si unisce Stormfront, a cui subito, a Starlight, ispira simpatia per i suoi modi spicci e ironici. A causa del tradimento, Starlight è molto fredda con Hughie, ma lo ama ancora, infatti, quando i Sette raggiungono i Boys, esita a uccidere Hughie, venendo poi salvato da Butcher. Patriota minaccia Starlight in un ascensore, ma lei mente rivelando che odia Hughie per averle spezzato il cuore, ma è spaventata e raggiunge il ragazzo, piangendo sulla sua spalla e non intendendo tornare alla Vought. Starlight parte così con Hughie e il compagno Latte Materno per cercare informazioni sull'ex supereroina nazista Liberty, che si rivela essere la stessa Stormfront, che sta iniziando a corrompere Patriota. Tornati a New York, Starlight parla con sua madre ma viene attaccata da Black Noir, che la rinchiude in una prigione della Vought e indicata come traditrice di fronte ai media da Patriota. Grazie a Hughie, Starlight fugge ma viene raggiunta e brutalmente picchiata da Black Noir. Queen Maeve sopraggiunge e infila della frutta secca in bocca a Noir, stordendolo in quanto allergico a essa. Pochi giorni dopo, Annie aiuta i Boys a far fuggire in sicurezza la moglie di Butcher, Becca, e il figlio Ryan, ma Stormfront li raggiunge e inizia a duellare con Starlight e Kimiko. L'arrivo di Maeve ribalta la situazione e la super nazista fugge, morendo poco dopo per mano di Ryan. Sotto ricatto, Patriota riammette in squadra Starlight e riabilita il suo nome e la ragazza può definitivamente riprendere la relazione con Hughie.
Un anno dopo, Starlight e Hughie escono pubblicamente e vivono insieme. Il direttore della Vought, Stan Edgar, la nomina capitano dei Sette per tenere a bada l'instabilità di Patriota e per ottenere più consensi. Tuttavia l'uomo diventa ancora più psicopatico e quando Starlight lo minaccia, rinfacciandogli di poter pubblicare un video in cui ritrae Patriota ordinare a Maeve di abbandonare un aereo che precipitava in mare, lui la sfida a farlo, dichiarando poi che, se l'avesse fatto, avrebbe distrutto gli Stati Uniti. Starlight si rende conto di non avere più potere su Patriota e inizia a complottare contro di lui, portando dalla propria parte il suo vecchio amico Alex, l'eroe Supersonic, ma Patriota scopre tutto e uccide Alex, minacciando poi Starlight di fare lo stesso con Hughie se ci avesse riprovato. Come se non bastasse, Starlight scopre che Hughie assume il Composto V Temporaneo e che ha il potere del teletrasporto, avendo paura che si faccia uccidere. Hughie, ossessionato dal desiderio di proteggerla e salvarla, non le rivela il piano di usare il super Soldatino per uccidere Patriota e la deputata Victoria Neuman, alleata di Patriota, ma Starlight lo scopre, rimanendone ferita. Il giorno dopo, all'Eroegasmo, Hughie e Starlight si incontrano e la ragazza gli spiega che Patriota sta arrivando, consapevole che lì c'è anche Soldatino. Hughie teletrasporta via Starlight e le confessa che gli dà fastidio che fosse sempre lei la più forte (nonostante il vero motivo sia che adesso lui ha il potere per salvarla, cosa che non poteva fare con Robin), contravvenendo a quanto detto un anno e mezzo prima, ferendo ancora di più la ragazza, che arriva addirittura ad attaccarlo. Poco dopo, in diretta su Tik Tok, Starlight lascia i Sette e denuncia le malefatte della Vought. Hughie, poi, capendo di aver esagerato, passa dalla sua parte lasciando fare tutto il lavoro a Butcher e Soldatino. Nello scontro finale, Starlight lotta con Soldatino e riesce a stordirlo per qualche secondo con il suo attacco più potente, sbloccato grazie a Hughie che ha illuminato la stanza, permettendo agli altri di finire il super. 
Un anno dopo, Starlight e i Boys stanno continuando la loro lotta contro la Vought e dividendo gli Stati Uniti in due fazioni: gli Starlighters sono quelli che sostengono Annie. Tuttavia, a contrapporsi ci pensano le due nuove reclute dei Sette, ovvero Sister Sage e Firecracker, la quale tiene discorsi contro Starlight, dovuti al rancore che cova nei confronti della ragazza da quando era una ragazzina: infatti, all'età di 13 anni, durante un concorso, Starlight, sotto l'influenza della madre, insultò Firecracker, prendendola in giro per il suo aspetto. Durante uno di questi discorsi, Firecracker rivela un segreto intimo di Starlight, ovvero di aver abortito. Starlight, furiosa, vola verso Firecracker e la picchia brutalmente in diretta tv, macchiando definitivamente la sua immagine. A causa di questo stress, Starlight diventa più irritabile e arriva anche a tirare un pugno alla vicepresidente Victoria Neuman dopo che quest'ultima l'aveva provocata, venendo poi rimproverata da Latte Materno. Pochi giorni dopo, Starlight salva Hughie da un tentativo di stupro da parte del miliardario masochista Tek Night mentre i Boys cercavano di scoprire i piani di Sage. Starlight consola Hughie, sconvolto anche per la perdita del padre Hugh. Il giorno successivo lei e Butcher vengono aggrediti da Abisso e il nuovo Black Noir. Abisso riesce a mandare al tappeto Starlight, ma gli arrivi di A-Train, alleatosi coi Boys, e Latte Materno mettono KO gli aggressori. Poco dopo, Starlight viene aggredita da un nuovo super, Mutaforma, che la stende con un gas nocivo e ne ruba le sembianze, per poi incatenare la ragazza. Tuttavia Starlight si libera e aiuta i Boys a salvare il presidente Singer, uccidendo Mutaforma soffocandola. Dopo la morte di Victoria Neuman per mano di Butcher, l'arresto di Singer e la presa di potere di Patriota, Starlight cerca di fuggire con Hughie ma i due vengono fermati e arrestati, tuttavia, Starlight riesce per la prima volta a volare sul serio e fugge via. 

## Sviluppo
L'aspetto di Starlight, in particolare il suo costume originale, è basato sulle eroine DC Mary Marvel, mentre i suoi poteri sono basati su Dazzler della Marvel, che può anche generare luce e usarla sia come calore che come forza concussiva.

## Poteri e abilità
Sebbene sia inferiore alla maggior parte dei Sette, specialmente a Patriota, Starlight ha una forza sovrumana, in grado di stendere qualunque essere umano con un pugno e di sollevarlo con una mano. Inoltre, la sua abilità principale è quella di poter controllare la luce e generare ondate di elettricità e vampate di luce dalle mani, oltre che di volare per lunghi periodi. Nella serie tv, invece, Starlight non può volare, a meno che non sblocchi il suo attacco più potente e solo per pochi secondi, ma mantiene il resto dei poteri. 

## Accoglienza
Per la sua interpretazione di Annie January / Starlight nell'adattamento televisivo di The Boys, Erin Moriarty è stata nominata per un Saturn Award per la migliore interpretazione di un attore più giovane in una serie televisiva. In generale, i fan hanno apprezzato la sua performance.